# Финале Светског првенства у фудбалу 1954.
Финале Светског првенства у фудбалу 1954. је била одлучујућа утакмица Светског првенства 1954., петог Светског првенства у историји ФИФА. Утакмица је одиграна на стадиону Ванкдорф у Берну, 4. јула 1954. у којој је Западна Немачка победила веома фаворизовани Златни тим Мађарске са 3 : 2.
Финале из 1954. често се наводи као један од највећих мечева у историји Светског првенства, а такође и један од његових најнеочекиванијих потреса. Осим фудбала, неки историчари приписују мечу трајан утицај на немачку и мађарску историју после Другог светског рата, доприносећи у Западној Немачкој осећају поновног међународног признања након изгубљеног Другог светског рата и денацификације, а у Мађарској незадовољству због комунистичко-ауторитарног режима уочи Мађарске револуције 1956. године.  У Немачкој је финале 1954. познато као Бернско чудо (нем. Wunder von Bern).
Победа је Немачкој донела прву од четири титуле на Светском првенству, док су остале титуле уследиле 1974. и 1990. као Западна Немачка, а 2014. као уједињена Немачка. Западна Немачка је била трећа земља која је освојила Светско првенство, после Уругваја (1930. и 1950.) и Италије (1934. и 1938.), иако је, за разлику од Уругваја и Италије, Западна Немачка своју прву титулу освојила као гост, а не као домаћин. За Мађарску, друго место 1954. остаје најбољи резултат на Светском првенству до сада, заједно са другим местом из 1938. године. Турнир 1954. је једино светско првенство у фудбалу до сада на којем су се два тима из централне Европе борила у финалу, док је још један тим из Централне Европе, репрезентација Аустрије, завршио трећи на такмичењу.

## Позадина

### Мађарска
Легендарни мађарски Златни тим – такође познат као Моћни Мађари – био је фаворит за победу на Светском првенству 1954. године. У пет година пре финала, остала је непоражена у 31 утакмици (32 ако се рачуна меч против Источне Немачке 1952. који се не сматра званичном међународном). Мађарска је такође била актуелни олимпијски шампион и победник Међународног купа централне Европе 1953. године. Те исте године Мађарска је победила Енглеску резултатом 6 : 3 на Вемблију, поставши први тим ван Велике Британије и Ирске који је победио Енглеску на домаћем терену, а победила је Енглеску са 7 : 1 у Будимпешти непосредно пре Светског првенства. Мађарска није морала да игра квалификације за Светско првенство 1954, пошто се противник Пољска повукла због недостатка играча.
Играчи репрезентације Мађарске били су професионалци. Већина је играла за војни клуб Хонвед Будимпешта, или за МТК, који је педесетих година прошлог века водила мађарска тајна полиција. Неколико чланова Златног тима било је добро познато и веома цењено због својих вештина, укључујући нападаче Шандора Кочиша и Ференца Пушкаша, нападачког везног Нандора Хидегкутија, полубека Јожефа Божика, спољног нападача Золтана Цибора и голмана Ђулу Грошича . Тренер Густав Шебеш, који је такође био заменик мађарског министра за спорт, и тренер МТК-а Мартон Букови заслужни су за даљи развој круте формације WM која је била стандард у европском фудбалу раних 1950-их. Иновације су укључивале повлачење Хидегкутија – који је номинално био на листи центарфора – назад у средину како би се створио простор за унутрашње нападаче, Пускаша и Кочиша; упослити Божика као дубоког плејмејкера, док је други полубек, Јожеф Закаријаш, покривао Божика; тражећи бекове да помогну у нападу и крилне играче да помогну у одбрани; и увођење флексибилне позиционе игре која је стварала конфузију међу противницима навикнутим на фиксне улоге и стриктно означавање људи.

### Западна Немачка
Три немачка ентитета произашла из Другог светског рата – Западна Немачка, Источна Немачка и Сар протекторат – нису примљена у ФИФА до краја 1950. године. Као резултат тога, Немачка је пропустила Светско првенство у фудбалу 1950. Почетком 1950-их, Сеп Хербергер – који је поново преузео улогу тренера репрезентације коју је већ обављао између 1936. и 1942. – изградио је западнонемачки тим око језгра играча из клуба Кајзерслаутерн, шампиона Немачке 1951. и 1953. године, предвођен ветеранским плејмејкером Фрицом Валтером. Играчи су били полупрофесионалци (Vertragsspieler), који су често радили на другом послу или су поседовали посао да би издржавали своје приходе. Пре турнира 1954. Западна Немачка је играла само неколико пријатељских утакмица и кратку квалификациону кампању (против Норвешке и Сара). Овај недостатак међународног излагања оставио је и домаће и стране посматраче у нејасноћи око квалитета немачког тима.
Хербергер се залагао за јасне улоге у одбрани, али сталне позиционе промене у нападу – назване „Хербергеров вртлог“ – како би збунио противничке дефанзивце.

## Пут до финала

### Преглед
| Team            | Од. | Д | Н | И | ДГ | ПГ | Бод. |
| --------------- | --- | - | - | - | -- | -- | ---- |
| Мађарска        | 2   | 2 | 0 | 0 | 17 | 3  | 4    |
| Западна Немачка | 2   | 1 | 0 | 1 | 7  | 9  | 2    |
| Турска          | 2   | 1 | 0 | 1 | 8  | 4  | 2    |
| Јужна Кореја    | 2   | 0 | 0 | 2 | 0  | 16 | 0    |

| Team            | Од. | Д | Н | И | ДГ | ПГ | Бод. |
| --------------- | --- | - | - | - | -- | -- | ---- |
| Мађарска        | 2   | 2 | 0 | 0 | 17 | 3  | 4    |
| Западна Немачка | 2   | 1 | 0 | 1 | 7  | 9  | 2    |
| Турска          | 2   | 1 | 0 | 1 | 8  | 4  | 2    |
| Јужна Кореја    | 2   | 0 | 0 | 2 | 0  | 16 | 0    |

## Ток утакмице
Пушкаш је довео свој тим у вођство након само шест минута, када је Божик пресекао додавање Либриха и убацивањем пронашао Кочиша. Изблокирани ударац Кочиша пао је на Пушкаша, а Пушкаш је погодио из непосредне близине. Цибор је постигао други гол за Мађарску само два минута касније, искористивши неспоразум у немачкој одбрани: Колмајер је обезбедио убачај Божика, али је голман Тони Турек погрешио тиме што није успео да исконтролише лопту. Цибор је спринтао између играча и убацио лопту у празну мрежу.
Западна Немачка се брзо вратила. Фриц Валтер је у 10. минуту слободно проиграо Рана на левом крилу, који је ниско и снажно центрирао на центар. Лопта је прошла кроз ноге десног бека Јенеа Бузанског, Закаријас је јурнуо на лопту, али је могао само да је одбије, а нападач Макс Морлок је из непосредне близине претворио у погодак. Осам минута касније Морлок је дриблингом прошао кроз одбрану Мађарске, али је централни бек Ђула Лорант изнудио корнер. Фриц Валтер је кратко извео корнер, Бузансзки је извео још један корнер. Други ударац из угла је био дуг и висок, пронашао је Рахна, који је поравнао резултат.
Мађарска је преузела контролу након изједначења и дошла до неколико добрих шанси. У 23. минуту леви бек Михаљ Лантош је убацио лопту у петерац, Кочис је главом упутио ка Хидегкутију, али је волеј Хидегкутија спектакуларно одбранио Турек. Четири минута касније, Хидегкути је са ивице шеснаестерца упутио још један ударац који је погодио стативу. Тек пред крај првог полувремена Западна Немачка је дошла до више шанси. У 42. минуту Фриц Валтер је пронашао Шефера у шеснаестерцу, који је дриблингом прошао поред Лоранта и изнудио одбрану Грошича. Пропуштена лопта је пала до Рана, али је Бузански избио на гол-линији.
Мађарска је у другом полувремену кренула у напад и створила доста шанси. Два минута након почетка другог полувремена, Божик је пустио Пушкаша у шеснаестерцу, али је Пушкаш испалио лопту право у Турека. У 54. минуту Колмајер је два пута почистио на гол-линији Тота, а три минута касније Кочис је главом упутио центаршут Тота на пречку. У 67. минуту Турек је ногом одбранио ударац Пушкаша, а у 78. минуту је напустио гол линију и блокирао убачену лопту Божика испред Цибора који је у налету. Хидегкути је покупио изгубљену лопту, али је шутирао у спољни део мреже. Прва добра шанса Западне Немачке у другом полувремену дошла је у 72. минуту када је Фриц Валтер одиграо Рана слободно после корнера, а Ранов снажан ударац са ивице шеснаестерца је одбранио Грошич.
Шест минута пре краја, Шефер је избацио Божика и високо центрирао у шеснаестерац. Рахн је покупио Лантосово кратко избивање, финтирао је пас ка центарфору Отмару Валтеру који је предриблао мађарске дефанзивце, померио се у казнени простор и снажно и ниско одбио лопту поред Грошича за трећи немачки гол. Два минута касније, изгледало је да је Пушкаш још једном изједначио резултат када је претворио убацивање Тота коју је убацио Кочиш, али је досуђен офсајд. У последњем минуту утакмице Цибор је имао још једну прилику за изједначење, али је његов ударац из непосредне близине поново зауставио Турек.
Звиждук је убрзо прекинуо не само меч, већ и низ непоражености Златног тима.

### Детаљи
| Западна Немачка           | 3 : 2    | Мађарска             |
| ------------------------- | -------- | -------------------- |
| Морлок 10’ · Ран 18’, 84’ | Извештај | Пушкаш 6’ · Цибор 8’ |

| Западна Немачка | Мађарска |

| GK            | 1  | Тони Турек      |
| RB            | 7  | Јозеф Посипал   |
| CB            | 10 | Вернер Либрих   |
| LB            | 3  | Вернер Колмејер |
| RH            | 6  | Хорст Екел      |
| LH            | 8  | Карл Мај        |
| OR            | 12 | Хелмут Ран      |
| IR            | 13 | Макс Морлок     |
| CF            | 15 | Отмар Валтер    |
| IL            | 16 | Фриц Валтер (c) |
| OL            | 20 | Ханс Шефер      |
| Селектор:     |    |                 |
| Сеп Хербергер |    |                 |

| GK           | 1  | Ђула Грошич       |
| RB           | 2  | Јене Бузански     |
| CB           | 3  | Ђула Лорант       |
| LB           | 4  | Михаљ Лантош      |
| RH           | 5  | Јожеф Божик       |
| CH           | 9  | Нандор Хидегкути  |
| LH           | 6  | Јожеф Закаријаш   |
| OR           | 11 | Золтан Цибор      |
| IR           | 8  | Шандор Кочиш      |
| IL           | 10 | Ференц Пушкаш (c) |
| OL           | 20 | Михаљ Тот         |
| Селектор:    |    |                   |
| Густав Шебеш |    |                   |

| Помоћне судије: Виченцо Орландини (Италија) Сенди Грифитс (Велс) | Правила утакмице - Игра се 90. минута. - 30. минута продужетака, ако је потребно - Нова утакмица се игра ако је и после продужетака нерешено - Замене нису дозвољене |

### Статистика
| Параметри       | Западна Немачка | Мађарска |
| --------------- | --------------- | -------- |
| Голова дато     | 3               | 2        |
| Укупно удараца  | 15              | 26       |
| Удараца на гол  | 10              | 16       |
| Одбрана         | 8               | 7        |
| Удараца са угла | 7               | 5        |
| Прекршаја       | 10              | 7        |
| Офсајда         | 9               | 3        |
| Црвених картона | 0               | 0        |

Анализу утакмице коју је урадила веб страница шпилверлагерунг.де (spielverlagerung.de), је направљена 60 година после утакмице на основу података извучених из снимка преноса уживо радио коментатора Херберта Цимермана, показује да је Мађарска била испред у већини категорија, осим постигнутих голова. Мађарска супериорност је била посебно изражена у минутама 20–40 и 45–70, док је Западна Немачка имала добре фазе пред крај првог и другог полувремена.
Анализа такође сугерише да су многи напади Мађара ишли преко средине терена, у већини случајева оркестриран од стране Божика, који је одиграо бројне прецизне набачене лопте ка нападачима Мађарске. Насупрот томе, немачки тим је нападао готово искључиво са крила, при чему је Фриц Валтер играо кључну улогу као дистрибутер лопте и флексибилан офанзивни играч који је генерисао бројчану супериорност у одабраним деловима терена.
Даље, подаци указују на одличан дефанзивни учинак Либриха, који је, према Цимермановом коментару, блокирао шест шутева, пресекао девет додавања и изашао као победник у свих својих 10 дуела један на један.